# Fabrizio Schembri
Pour les articles homonymes, voir Schembri.
Fabrizio Schembri (prononcer Skémbri) (né le 27 janvier 1981 à Saronno) est un athlète italien de la société des Carabinieri de Bologne, spécialiste du triple saut. Il mesure 1,83 m pour 73 kg. Il habite à Rovellasca.

## Biographie
Son meilleur saut était de 16,86 m à Busto Arsizio (2006) avant qu'il ne dépasse les 17 m en 2009 (à quatre reprises) et ne remporte les Jeux méditerranéens.
Sa meilleure performance est de 17,27 m (0,9 m/s) à Turin, le 4 juin 2009 et en salle, 17,12 m à Saronno (2009). Le 2 août, il est devenu champion d'Italie avec 17,24 m.
Lors des Jeux méditerranéens 2013 à Mersin, il remporte la médaille de bronze, quatre ans après son titre.

## Palmarès
| Date | Compétition                       | Lieu      | Résultat | Marque  |
| ---- | --------------------------------- | --------- | -------- | ------- |
| 2003 | Championnats d'Europe espoirs     | Bydgoszcz | 7e       | 16,24 m |
| 2003 | Jeux mondiaux militaires          | Catane    | 3e       | 15,69 m |
| 2007 | Universiade                       | Bangkok   | 7e       | 16,31 m |
| 2007 | Jeux mondiaux militaires          | Hyderabad | 3e       | 16,23 m |
| 2009 | Jeux méditerranéens               | Pescara   | 1er      | 17,09 m |
| 2010 | Championnats d'Europe             | Barcelone | 8e       | 16,73 m |
| 2011 | Championnats d'Europe par équipes | Stockholm | 1er      | 16,95 m |
| 2012 | Championnats d'Europe             | Helsinki  | 10e      | 16,40 m |
| 2013 | Jeux méditerranéens               | Mersin    | 3e       | 16,62 m |
| 2013 | Championnats du monde             | Moscou    | 8e       | 16,74 m |
| 2014 | Championnats d'Europe             | Zürich    | 12e      | 16,02 m |
| 2019 | Championnats d'Europe par équipes | Bydgoszcz | 8e       | 16,10 m |

## Records
| Épreuve     | Épreuve   | Marque  | Lieu    | Date            |
| ----------- | --------- | ------- | ------- | --------------- |
| Triple saut | Plein air | 17,27 m | Turin   | 4 juin 2009     |
| Triple saut | En salle  | 17,12 m | Saronno | 30 janvier 2009 |